# Balša II.
Balša II. (crnogorski: Балша II) upravljao je Zetom od 1378. do 1385. godine. 
On je treći po redu vladar iz crnogorske dinastije Balšića.
Vladavina Balše II. odigravala se u veoma kompliciranim uvjetima prouzročenim stalnom vojnom prijetnjom bosanskoga kralja Tvrtka I. Kotromanića. Njihove su se vojske sukobile oko prevlasti nad gradom Kotorom koji je bio pod pokroviteljstvom ugarske krune.
Došlo je od 1382. do 1384. do zetsko-bosanskoga rata i Tvrtko iz njega izlazi kao pobjednik. Balša II. će taj gubitak kompezirati osvajanjima grada Drača, te gradova Berata i Valone (suvremena Albanija). Kao gospodar ovih gradova on će ponijeti i titulu Duka Drački.
No, rujna 1385. godine Osmanlije će napasti Berat, pa je Balša II. iz Drača pohitao da ga obrani. Do sukoba je došlo na Saurskom polju pokraj Berata a u njemu je Balša II. poginuo.
Nakon smrti Balše II. će veliki dijelovi Balšića države biti podjeljeni između susjednih vladara.
- Grb Balšića
- Kotor i Balša II.